# Metadothella stellata
Metadothella stellata är en svampart som beskrevs av Henn. 1904. Metadothella stellata ingår i släktet Metadothella, ordningen köttkärnsvampar, klassen Sordariomycetes, divisionen sporsäcksvampar och riket svampar.   Inga underarter finns listade i Catalogue of Life.